# 클레버봇

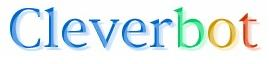

클레버봇(Cleverbot)은 인공지능(AI) 알고리즘을 사용하여 인간과 대화하는 채터봇 웹 애플리케이션이다. 영국의 AI 과학자 롤로 카펜터에 의해 개발되었다. 1986년 시작되어 1997년 온라인으로 들어간 채터봇 프로젝트인 Jabberwacky의 뒤를 잇는다. 처음 10년간 클레버봇은 카펜터와 관련 사람들과 수천 건의 대화를 하였다. 웹을 런칭한 이후 대화의 수는 1억 5천 만 건을 넘어섰다. 웹 애프리케이션 외에 클레버봇은 iOS, 안드로이드, 윈도우 폰 앱으로도 이용이 가능하다

## 같이 보기
- 마이크로소프트 코타나
- 구글 어시스턴트
- 오메글
- ChatGPT